# Лопатоногі
Лопатоногі (Scaphopoda) — невеликий клас виключно морських бентосних молюсків, що живуть від літоралі до глибин 7000 м. Усього відомо близько 300 сучасних видів і 700 викопних. У Чорному морі — один вид (Dentalium novemcostatum). Лопатоногі — переважно дрібні молюски, від 3 мм до 15 см. Мають суцільну вузьку трубчасту черепашку відкриту на обох кінцях. Черепашка дещо зігнута і за формою вона нагадує слоновий бивень. Вона складається з двох шарів — призматичного (остракум) і перламутрового (гіпостракум). Конхіоліновий шар (периостракум) не розвинений, тому черепашка здебільшого буває білою. Голова лопатоногих несе рот і два пучки численних довгих, тонких, потовщених на кінцях щупалець, які слугують для збирання їжі та як органи дотику.
Лопатоногі роздільностатеві. Ембріональний розвиток проходить у типовій для молюсків формі — з яйця виходить личинка трохофора.

## Класифікація
Включає 2 ряди та 13 родин:
- Ряд Dentaliida Starobogatov, 1974
  -     - Родина Anulidentaliidae
    - Родина Calliodentaliidae
    - Родина Dentaliidae
    - Родина Fustiariidae
    - Родина Gadilinidae
    - Родина Laevidentaliidae
    - Родина Omniglyptidae
    - Родина Rhabdidae
- Ряд Gadilida Starobogatov, 1974
  - Підряд Entalimorpha
    - Родина Entalinidae

  - Підряд Gadilimorpha
    - Родина Gadilida incertae sedis
    - Родина Gadilidae
    - Родина Pulsellidae
    - Родина Wemersoniellidae